# NWA By Any Means Necessary
NWA By Any Means Necessary, parte da série NWA Pop-Up Event, foi um supercard de wrestling profissional produzido pela National Wrestling Alliance (NWA) em conjunto com o Tried-N-True Pro Wrestling. O evento aconteceu no dia 24 de outubro de 2021, no Valor Hall, em Oak Grove, Kentucky . Partidas do evento foram gravadas para episódios futuros do NWA Power, que irá ao ar nos dias 2 e 9 de novembro na FITE TV.

## Produção

### Storylines
O evento contou com lutas de wrestling profissional que envolveram lutadores diferentes de feuds e histórias preexistentes. Os lutadores retrataram heróis, vilões ou personagens menos distintos em eventos programados que criaram tensão e culminaram em uma luta de luta livre ou em uma série de lutas. As histórias foram produzidas na série semanal da web, NWA Power.
At NWA 73, Jax Dane attacked his War Kings tag team partner Crimson before the latter's hardcore triple threat match with Thom Latimer and Tim Storm. Two weeks later on Powerrr, the former partners participated in a slap fight hosted by NWA Worlds Heavyweight Champion Trevor Murdoch. However, Dane would soon punch instead of slap Crimson in the face, causing a scuffle between the two. On September 17, in the announcement of By Any Means Necessary, it was announced that Crimson and Dane would wrestle in a Steel Cage match to main event the show .
O OGK (Matt Taven e Mike Bennett) derrotaram os Fixers (Jay Bradley and Wrecking Ball Legursky)Jogo de duplas